# Mihály Petrovszky
Mihály Petrovszky (ur. 26 grudnia 1950 w BékéscsabIe, zm. 29 sierpnia 2018 tamże) – węgierski judoka. Dwukrotny olimpijczyk. Zajął jedenaste i szesnaste miejsce w Monachium 1972 i dziesiąte w Montrealu 1976. Walczył w wadze ciężkiej i kategorii open.
Uczestnik mistrzostw świata w 1975. Brązowy medalista mistrzostw Europy w 1976 roku.

## Letnie Igrzyska Olimpijskie 1972
| Konkurencja | Eliminacje                   | Klas. końcowa |
| Konkurencja | Przeciwnik I                 | Miejsce       |
| ----------- | ---------------------------- | ------------- |
| +93 kg      | Jean-Claude Brondani (FRA) P | 16.           |

| Konkurencja | Eliminacje              | Eliminacje          | Klas. końcowa |
| Konkurencja | Przeciwnik I            | Przeciwnik II       | Miejsce       |
| ----------- | ----------------------- | ------------------- | ------------- |
| Open        | Epigmenio Exiga (MEX) Z | Klaus Glahn (FRG) P | 11.           |

## Letnie Igrzyska Olimpijskie 1976
| Konkurencja | Eliminacje           | Eliminacje           | Klas. końcowa |
| Konkurencja | Przeciwnik I         | Przeciwnik II        | Miejsce       |
| ----------- | -------------------- | -------------------- | ------------- |
| +93 kg      | Rémi Berthet (FRA) Z | Keith Remfry (GBR) P | 10.           |